# محمد مقبل الزبلي
محمد مقبل عز الدين الزبلي هو شاعر وإعلامي يمني. ولد عام 1949 في مدينة صنعاء. تلقى تعليمه في مسقط رأسه. التحق بعدها بوزارة الصحة عام 1966، ثم كان ضمن بعثة طلابية إلى مصر عام 1968. بعد ذلك التحق بوزارة الإعلام عام 1969، وعمل في إذاعة صنعاء. له عدد من الأناشيد والقصائد العاطفية والوطنية.